# Deutschneudorf
Deutschneudorf település Németországban, azon belül Szászország tartományban. Lakosainak száma 942 fő (2023. december 31.). Deutschneudorf Nová Ves v Horách és Hora Svaté Kateřiny községekkel határos.

## Népesség
A település népességének változása:
| Lakosok száma | 1026 | 1009 | 942  | 927  | 942  |
|               | 2017 | 2019 | 2021 | 2022 | 2023 |